# Molnár Máté
Molnár Máté (Pécs, 1990. május 9. –) tűzoltó százados, a BM Országos Katasztrófavédelmi Főigazgatóság, Fővárosi Katasztrófavédelmi Igazgatóság, Észak-budai Katasztrófavédelmi Kirendeltség, III. Kerületi Hivatásos Tűzoltóparancsnokság parancsnok-helyettese, amatőr tűzoltósportoló. 
A 2019. évben ő nyerte a SOTE Nagyvárad téri Elméleti Tömbjén megrendezésre kerülő Országos Lépcsőfutó Bajnokságot, továbbá a 2013. évben akkori versenytársával, Plósz Balázzsal a Berlini Firefighter Stairrun elnevezésű, 39 emeletes lépcsőfutóversenyen 3. helyezést értek el páros kategóriában , ami máig a legjobb helyezés, amit magyar versenyzők elértek a németországi megmérettetésen.